# Йован Володимир
Йован Володимир (чорн. Јован Владимир; бл.990 — 22 травня 1016) — князь Дуклі у 1000–1016 роках. Святий православної церкви.

## Життєпис
Походив з династії Воїславовичів. Син князя Петріслава, архонта Діоклеї (Дуклі). Після смерті батька Йован Володимир успадкував батьківські володіння, що складалися із Зенти і Подгорії. Своєю резиденцією зробив місто Краліч біля Шкодерського озера.
Йован продовжив політику батька, спрямовану на союз із візантійським імператором Василем II. Йован Володимир надав війська для боротьби проти болгарського царя Самуїла I. Дукляни з візантійцями поєдналися біля міста Діррахій.
У відповідь останній у 1009 році атакував Дуклю. Йован вимушений був відступити у зміцненні міста. Зрештою основні сили князя зосередилися у фортецях Ульциня та Облік. Зрештою Йован Володимир вимушений був здатися. Його запроторено до в'язниці у м. Преспа. Водночас держава Воїславовичів була приєднана до Болгарії.
Невдовзі Самуїл I оженив Володимира на своїй доньці — Теодорі Косарі, повернувши тому князівство Дуклю, а іншу частину володінь — Травун'є і Захумл'є — князю Драгомиру, стрийку Йована. Обидва визнали зверхність болгарського царя.
Після смерті царя Самуїла I у 1014 році й загибелі спадкоємця останнього — Гаврило Радомира — від свого родича Івана Владислава у 1015 році, князя Дуклі було запрошено до столиці Болгарії. У 1016 році Йован Володимир прибув до Преспи, де було схоплено й страчено. Владу успадкував його стрийко Драгомир.